# August Wilhelm Hupel
August Wilhelm Hupel (Buttelstedt, 25 febbraio 1737 – Paide, 7 febbraio 1819) è stato un linguista tedesco.

## Biografia
Studiò presso il Ginnasio di Weimar e successivamente all'Università di Jena. Dal 1757 andò in Livonia, dove nel 1764 divenne parroco a Põltsamaa.
Nel 1766-1767, tradusse Lühhike öppetus, la prima pubblicazione periodica in lingua estone, edita da Peter Ernst Wilde. Nel 1771 pubblicò un libro di testo medico, Arsti ramat nende juhhatamisseks kes tahtvad többed ärra-arvada ning parrandada.

## Opere
- 1766–1767, Lühhike öppetus
- 1774–1777, Topograpische Nachrichten von Lief- und Ehstland
- 1781–1791, Nordische Miscellaneen
- 1792–1798, Neue nordische Miscellaneen.
- 1795, Idiotikon der deutschen Sprache in Lief- und Ehstland
- 1796, Oekonomische Handbuch für liv- und estländische Gutsherren